# Bob Lanier
Robert Jerry "Bob" Lanier, Jr. (Buffalo, New York, 10 de septiembre de 1948-Phoenix, Arizona,10 de mayo de 2022) fue un jugador de baloncesto estadounidense que disputó catorce temporadas en la NBA. Con 2,11 metros de altura, jugaba en la posición de pívot.

## Carrera

### Instituto
Asistió al Instituto Buffalo's Bennett hasta su graduación en 1966, y a la Universidad de St. Bonaventure, en Olean, New York.

### Universidad
Jugó tres temporadas con los Bonnies, donde fue tres veces seleccionado Converse All-America (1968-1970), y en 1970 lideró a la Universidad de St. Bonaventure a la Final Four de la NCAA, sin embargo, llegó lesionado y no pudo disputar el partido de semifinales ante Jacksonville de Artis Gilmore, donde cayeron eliminados.

### Profesional
A pesar de que fue elegido en el Draft de la ABA de 1970 por los New York Nets, fue también seleccionado en la primera posición del Draft de la NBA de 1970 por Detroit Pistons con los que decidió jugar, siendo nombrado en aquella temporada en el quinteto de los mejores rookies de la campaña. 
Durante su décima temporada con los Pistons, el 4 de febrero de 1980 fue traspasado a Milwaukee Bucks a cambio de Kent Benson. En sus casi cinco temporadas que estuvo en el equipo, ganó el campeonato de división en cada año. 
El 24 de septiembre de 1984 se retiró del baloncesto profesional, tras 14 temporadas en la liga, promedió 20,1 puntos y 10,1 rebotes por partido con un respetable 51.4% en tiros de campo. Jugó 8 All-Star Game y fue nombrado MVP del partido en 1974.

### Retirada
Posteriormente entró en el Basketball Hall of Fame en 1992, y su dorsal #16 fue retirado tanto en los Pistons como en los Bucks.
En la temporada 1994-95, siendo entrenador asistente en Golden State Warriors, se convirtió en entrenador interino durante 37 partidos sustituyendo a Don Nelson, obteniendo un 12-25 de récord.
Entró en el St. Bonaventure Athletics Hall of Fame en 1975, 
y su dorsal #31 fue retirado.
Fue embajador mundial de la NBA tras su retirada y presidente de una iniciativa respaldada por la liga que animaba a los niños a seguir en la escuela.

## Estadísticas de su carrera en la NBA

### Temporada regular
| Año      | Equipo    | PJ  | PT | MPP  | %TC  | %3P   | %TL  | RPP  | APP | ROB | TPP | PPP  |
| -------- | --------- | --- | -- | ---- | ---- | ----- | ---- | ---- | --- | --- | --- | ---- |
| 1970-71  | Detroit   | 82  |    | 24.6 | .455 |       | .726 | 8.1  | 1.8 |     |     | 15.6 |
| 1971-72  | Detroit   | 80  |    | 38.7 | .493 |       | .768 | 14.2 | 3.1 |     |     | 25.7 |
| 1972-73  | Detroit   | 81  |    | 38.9 | .490 |       | .773 | 14.9 | 3.2 |     |     | 23.8 |
| 1973-74  | Detroit   | 81  |    | 37.6 | .504 |       | .797 | 13.3 | 4.2 | 1.4 | 3.0 | 22.5 |
| 1974-75  | Detroit   | 76  |    | 39.3 | .510 |       | .802 | 12.0 | 4.6 | 1.0 | 2.3 | 24.0 |
| 1975-76  | Detroit   | 64  |    | 36.9 | .532 |       | .768 | 11.7 | 3.4 | 1.2 | 1.3 | 21.3 |
| 1976-77  | Detroit   | 64  |    | 38.2 | .534 |       | .818 | 11.6 | 3.3 | 1.1 | 2.0 | 25.3 |
| 1977-78  | Detroit   | 63  |    | 36.7 | .537 |       | .772 | 11.3 | 3.4 | 1.3 | 1.5 | 24.5 |
| 1978-79  | Detroit   | 53  |    | 34.6 | .515 |       | .749 | 9.3  | 2.6 | 0.9 | 1.4 | 23.6 |
| 1979-80  | Detroit   | 37  |    | 37.6 | .546 | .000  | .781 | 10.1 | 3.3 | 1.0 | 1.6 | 21.7 |
| 1979-80  | Milwaukee | 26  |    | 28.4 | .519 | 1.000 | .785 | 6.9  | 2.4 | 1.4 | 1.1 | 15.7 |
| 1980-81  | Milwaukee | 67  |    | 26.2 | .525 | 1.000 | .751 | 6.2  | 2.7 | 1.1 | 1.2 | 14.3 |
| 1981-82  | Milwaukee | 74  | 72 | 26.8 | .558 | .000  | .752 | 5.2  | 3.0 | 1.0 | 0.8 | 13.5 |
| 1982-83  | Milwaukee | 39  | 35 | 25.1 | .491 | .000  | .684 | 5.1  | 2.7 | 0.9 | 0.6 | 10.7 |
| 1983-84  | Milwaukee | 72  | 72 | 27.9 | .572 | .000  | .708 | 6.3  | 2.6 | 0.8 | 0.7 | 13.6 |
| Total    | Total     | 959 |    | 33.5 | .514 | .154  | .767 | 10.1 | 3.1 | 1.1 | 1.5 | 20.1 |
| All-Star | All-Star  | 8   | 0  | 15.1 | .582 |       | .833 | 5.6  | 1.5 | 0.5 | 0.6 | 9.2  |

### Playoffs
| Año   | Equipo    | PJ | PT | MPP  | %TC  | %3P  | %TL  | RPP  | APP | ROB | TPP | PPP  |
| ----- | --------- | -- | -- | ---- | ---- | ---- | ---- | ---- | --- | --- | --- | ---- |
| 1974  | Detroit   | 7  |    | 43.3 | .507 |      | .789 | 15.3 | 3.0 | 0.6 | 2.0 | 26.3 |
| 1975  | Detroit   | 3  |    | 42.7 | .510 |      | .750 | 10.7 | 6.3 | 1.3 | 4.0 | 20.3 |
| 1976  | Detroit   | 9  |    | 39.9 | .552 |      | .900 | 12.7 | 3.3 | 0.9 | 2.3 | 26.1 |
| 1977  | Detroit   | 3  |    | 39.3 | .630 |      | .842 | 16.7 | 2.0 | 1.0 | 2.3 | 28.0 |
| 1980  | Milwaukee | 7  |    | 36.6 | .515 |      | .738 | 9.3  | 4.4 | 1.0 | 1.1 | 19.3 |
| 1981  | Milwaukee | 7  |    | 33.7 | .588 |      | .719 | 7.4  | 4.0 | 1.7 | 1.1 | 17.6 |
| 1982  | Milwaukee | 6  |    | 35.3 | .513 | .000 | .560 | 7.5  | 3.7 | 1.3 | 0.8 | 16.0 |
| 1983  | Milwaukee | 9  |    | 27.8 | .573 |      | .600 | 7.0  | 2.6 | 0.6 | 1.6 | 13.7 |
| 1984  | Milwaukee | 16 |    | 31.2 | .480 |      | .886 | 7.3  | 3.4 | 0.7 | 0.6 | 12.7 |
| Total | Total     | 67 |    | 35.2 | .532 | .000 | .768 | 9.6  | 3.5 | 0.9 | 1.5 | 18.6 |

## Vida personal
[actualizar]
Falleció el 10 de mayo de 2022, a los 73 años, tras una breve enfermedad.